# Charlotte Munck (Krankenschwester)

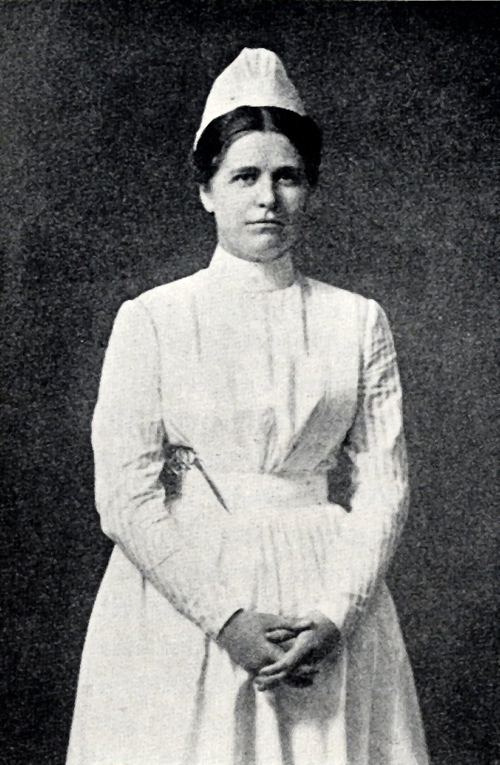
Charlotte Munck

Charlotte Laura Munck (* 6. Juli 1876 in Lille Naestved, Insel Seeland, Dänemark; † 18. Juli 1932 in Kopenhagen) war eine dänische Krankenschwester, Pflegedienstleitung und Präsidentin des dänischen Krankenpflegeverbandes (Dansk Syjeplejeråd).

## Leben
Charlotte Laura Munck wuchs als Jüngste von insgesamt sieben Geschwistern im Pfarrhaus von Lille Naestved auf. Der Vater, Pfarrer Frederik Vilhelm Munck, war bekannt für seine Arbeit am Aufbau eines Krankenversicherungsfonds. Die Mutter war Marie Ludomilie Charlotte Fabricius. 1894 besuchte Charlotte Munck in Lausanne/Schweiz die «École des jeunes filles», um dort Sprachen zu erlernen. Nach einer kurzen gescheiterten Verlobung absolvierte sie 1902 eine viermonatige Ausbildung zur Krankenschwester und Diakonisse in der Diakonissenstiftung Kopenhagen (Diakonissestiftelsen). 1906 ging sie, auf Empfehlung der Krankenschwester Margrethe Koch ans Presbyterian Hospital in New York City. Koch hatte hier als erste dänische Krankenschwester ihre Pflegeausbildung absolviert. Unter Leitung von Anna Maxwell, der US-amerikanischen Florence Nightingale, die wiederum von Linda Richards angeleitet worden war, absolvierte Munck eine dreijährige Ausbildung zur Krankenschwester, die sie 1909 mit dem Staatsexamen an der Columbia University beendete und sich nunmehr als Registered Nurse (RN) bezeichnen konnte. Nach ihrer Rückkehr nach Dänemark gestaltete es sich zunächst schwierig, mit dem unbekannten Berufsabschluss eine Anstellung zu finden. Aber es gelang Munck, im neu eröffneten staatlichen Krankenhaus in Kopenhagen auf der Hals-Nasen-Ohren-Abteilung arbeiten zu dürfen. 1911 wurde sie sogar Oberschwester der dermatologischen Abteilung und unterrichtete an der Krankenpflegeschule. 1913 wurde in Kopenhagen das Bispebjerg-Krankenhaus eingeweiht. Es galt als eines der modernsten Krankenhäuser in Europa seiner Zeit. Der dänische Krankenpflegeverband schlug vor, in diesem Krankenhaus den Nightingale-Style of Nursing in der Pflege einzuführen. Dieser Nightingale Style beinhaltete unter anderem eine Pflegedienstleitung, welche die Verantwortung für alle krankenpflegerischen Belange im Krankenhaus übernahm. Mit Charlotte Munck als Pflegedienstleitung erhielt erstmalig eine Frau in Dänemark eine Funktion als Top-Managerin. Ihr unterstand auch die Krankenpflegeausbildung. Munck schrieb in ihrer neuen Funktion Benutzerhandbücher für alle Stationen. Sie lobte die Oberin der Diakonissenstiftung Victoria Jensen für deren Führungsstil. Zusammen mit Frode Rydgaard schrieb Munck 1926/27 ein erstes dänisches Krankenpflegelehrbuch Text- und Handbuch der Krankenpflege. Dieses Lehrbuch nahm Anleihen an Anna Maxwells Buch Practical Nursing.
Von 1910 bis 1932 war Munck Präsidentin des dänisch-christlichen Krankenpflegeverbandes, 1922 schließlich Mitbegründerin des dänischen Krankenpflege-Missionsverbandes. Von 1921 bis 1932 (bis zu ihrem Tod) war sie Präsidentin des skandinavischen Krankenpflege-Verbandes. Für eine Zeitspanne (1924–27) war sie Mitglied des Internationalen Beratungsausschusses für Krankenpflege der in Paris ansässigen Rotkreuzliga. 1924 schuf sie ein zweimonatiges Fortbildungsprogramm für Lehrende in der Pflege. 1924 wurde sie Vizepräsidentin des dänischen Krankenpflegeverbandes und schließlich von 1927 bis 1932 dessen Präsidentin. Sie folgte Henny Tscherning in dieser Position. Muncks Anliegen waren eine verbesserte Ausbildung, kürzere Arbeitszeiten für Pflegepersonal, die Umsetzung der Frauenrechte in der Pflege, sowie eine adäquate Altersrente für das Pflegepersonal, das Kost und Logis im Krankenhaus bezog, was nach Renteneintritt nicht mehr möglich war. Sie war auch Vorsitzende des Board of the House, das 1932 in Kopenhagen eröffnet wurde und 200 Wohnungen für Feierabendschwestern anbot.
Charlotte Munck verfolgte ähnliche Ziele wie die deutsche Pionierin der Pflege, Agnes Karll. Auch Agnes Karll ging es um die Pflegeausbildung, um die staatliche Anerkennung des Pflegeexamens und um eine bessere Alterssicherung für Krankenschwestern. Zu Muncks Schülerinnen gehörte Maria Madsen, eine spätere langjährige Präsidentin des dänischen Krankenpflegeverbandes.
Charlotte Munck verstarb nach kurzer Krankheit und wurde auf dem Friedhof in Hellerup zu Grabe gelegt.

## Auszeichnungen
- Mai 1932: Fortjenstmedaljen (Medal of Merit) in Gold des dänischen Königs Christian X.[4]

- 2024 (posthum): Alumni Award in Memoriam for Life Time Achievement der Presbyterian Hospital School of Nursing Alumni Association[5]

## Veröffentlichung
- Munck, Charlotte / Rydgaard, Frode (1927). Lærebog og Haandbog i Sygepleje (in Danish). Nyt Nordisk Forlag Arnold Busck.